# Stadtbibliothek Brigitte Reimann Burg
Die Stadtbibliothek Brigitte Reimann Burg ist die Stadtbibliothek der Stadt Burg (bei Magdeburg) in Sachsen-Anhalt. Das Bibliotheksgebäude ist denkmalgeschützt. Benannt wurde die Bibliothek nach der in Burg geborenen Schriftstellerin Brigitte Reimann.

## Lage
Die Bibliothek befindet sich nordöstlich der Burger Innenstadt auf der Nordseite der Berliner Straße an der Adresse Berliner Straße 38.

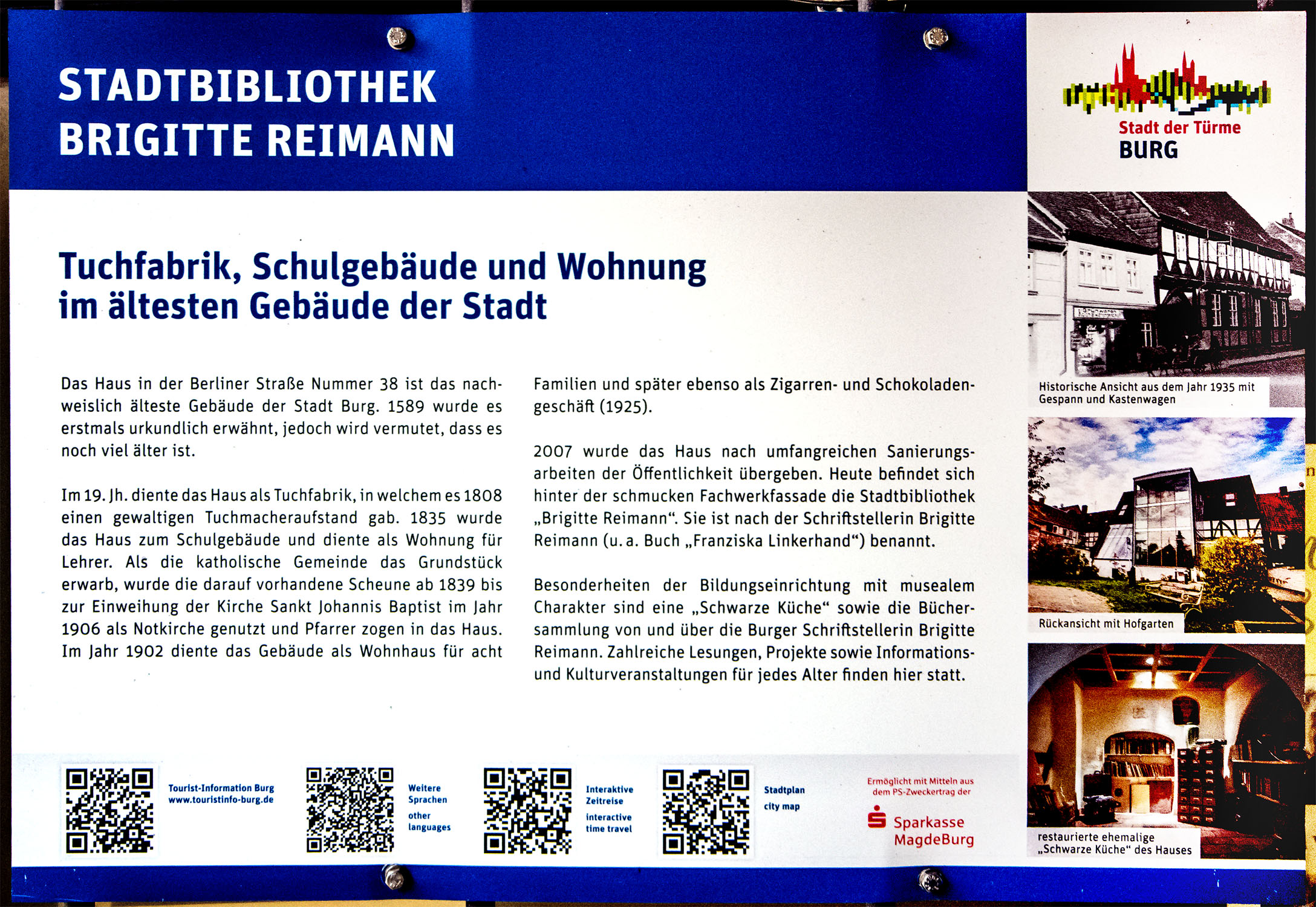
Geschichte des Gebäudes

## Ausstattung
Der Bestand der Bibliothek umfasst etwa 60.000 Medien. Neben Büchern werden DVDs, CDs, Hörbucher und Großdruckbücher angeboten. Darüber hinaus besteht auch ein kleines Angebot an nicht deutschsprachiger Belletristik in Englisch, Französisch und Russisch.
Für die Nutzer besteht die Möglichkeit Kopierer, Farbdrucker und Faxgerät zu nutzen. Außerdem werden Internetzugänge angeboten.
Eine Besonderheit ist eine Sammlung an Büchern von und über die Schriftstellerin Brigitte Reimann. Die Bibliothek verfügt auch über ein vom Fotografen Ernst Jäger angefertigtes Foto Reimanns. Auch auf einer Gouache von Colette Deblé ist sie dargestellt. Vom Grafiker Gerhard Stauf stammt ein 1948 geschaffenes Porträt Reimanns. Aus dem Nachlass Staufs stammt eine als Dauerleihgabe an die Bibliothek gelangte Ausstellung über Exlibris samt zur Anfertigung benötigter Werkzeuge.
Die Bibliothek verfügte über eine digitale Bibliothek und Dokumentation über das Schaffen Erich Hobuschs. Die meisten Werke wurden in das Burger Stadt- und Kreisarchiv ausgelagert.

## Architektur und Geschichte
Das Bibliotheksgebäude entstand nach einer an der Stockschwelle befindlichen Inschrift im Jahr 1589. Ursprünglich diente es als Haus des Gewandschneiders Daniel Schinne. Das zweigeschossige Fachwerkhaus ist im Stil der Renaissance gestaltet. Der traufständige Bau ist 16 Gebinde breit. Die Saumschwellen oberhalb der Konsolen sind in Form von Taustäben verziert. Die Fußwinkelhölzer im Obergeschoss sind unbeschnitzt, das Dachwerk ist in der Form des Märkischen Reiterverbandes erstellt. Beides gilt als typisch für die ostelbische Bautradition. Auf der linken Seite des Gebäudes besteht eine spitzbogige Tordurchfahrt.
Im Inneren des Baus besteht eine nachträglich eingebaute Schwarze Küche.
Am 10. November 2007 wurde im Gebäude die Stadtbibliothek Brigitte Reimann Burg eröffnet.
Im örtlichen Denkmalverzeichnis ist das Gebäude unter der Erfassungsnummer 094 05530 als Wohnhaus verzeichnet.